# Cara Delevingne
Cara Jocelyn Delevingne (Londres, 12 de agosto de 1992) é uma supermodelo e atriz britânica. Após deixar a escola em 2009, assinou contrato com a Storm Management e ganhou o premio de Modelo do Ano no British Fashion Awards em 2012 e 2014. No mundo cinematográfico, seus papéis mais notáveis incluem Margo Roth Spiegelman no filme de mistério romântico Cidades de Papel (2015), a Feiticeira no filme de quadrinhos Esquadrão Suicida (2016) e como Laureline em Valerian e a Cidade dos Mil Planetas ( 2017).

## Biografia
Cara Delevingne vem de uma família rica da alta aristocracia inglesa, sua avó materna era Dama de Companhia da Rainha e seu avô materno Jocelyn Stevens era o ex-diretor da revista Queen, sua mãe Pandora era chefe de compras da Selfridges, seu pai Charles Delevingne é um corretor Imobiliário e filho de um Visconde. Cara tem outras duas irmãs Chloe e Poppy Delevingne, foi Poppy que ajudou Cara a entrar para a indústria da moda.
Delevingne frequentou a Francis Holland School for Girls no centro de Londres até os 16 anos antes de se mudar para a Bedales School em Steep, Hampshire. Ela tem dispraxia e achou a escola desafiadora. Em junho de 2015, em entrevista à Vogue, Delevingne falou sobre sua batalha contra a depressão quando tinha 15 anos: iria bater minha cabeça contra uma árvore para tentar me nocautear." Aos 16 anos, depois de completar seus GCSEs, ela se mudou para Bedales School em Hampshire para se concentrar em drama e música. Depois de um ano, ela desistiu e seguiu sua irmã Poppy na modelagem.

## Carreira
Cara Delevingne foi o rosto da campanha Burberry Beauty, junto com outras modelos britânicas, Edie Campbell e Jourdan Dunn.
Antes ela foi o rosto da campanha primavera/verão 2011 e 2012 da Burberry, junto com o ator britânico Eddie Redmayne. Quando era mais jovem, foi modelo em anúncios de chocolates da empresa Cadbury.
Ela teve destaque em campanhas publicitárias de outras marcas como H&M, Authentic Collection (2011), Dominic Jones Jewellery (2012), Blumarine, Zara e Chanel. Ela foi recentemente descrita pela Vogue britânica como a "star face" da temporada outono/inverno 2012-2013, desfilando para marcas, como Shiatzy Chen, Moschino, Jason Wu, Oscar de la Renta, Burberry, Dolce & Gabbana, Fendi, Stella McCartney e Chanel. Estampou capas de diversas revistas de moda, como Vogue (no Reino Unido e Coreia do Sul), i-D, Russh, Jalouse, e a edição de primavera 2013 da Style.com. Participou do desfile de 2012 e 2013 da Victoria's Secret. Ela é o rosto da campanha Chanel Resorts 2013, junto com a modelo holandesa Saskia de Brauw. E rosto da campanha da DKNY no final de 2012. A sua marca registrada são suas sobrancelhas escuras e espessas. Cara foi nomeada pelo Evening Standard, como uma das "1000 mais influentes de 2011 de Londres"( "London's 1,000 Most Influential of 2011"), na categoria "Most Invited". É a nº 5 no ranking das "50 Top Models", no Models.com. Foi eleita a modelo do ano pelo British Fashion Awards.
Em 2015, Cara Delevingne interpretou a personagem “Mother Chucker” no Videoclipe da canção Bad Blood de Taylor Swift. Também participaram do clipe Selena Gomez, Hayley Williams, Ellie Goulding, Karlie Kloss, Jessica Alba, Hailee Steinfeld, Cindy Crawford e outros artistas.
Delevingne canta, toca bateria e violão. Ao longo de 2011 e 2012, escreveu e gravou dois álbuns de música sob o empresário Simon Fuller e posteriormente foi oferecido um contrato de gravação. No entanto, ela recusou o acordo devido ao fato de que seu nome seria alterado. Em 2013, ela gravou uma versão cover em dueto acústico de Sonnentanz com o cantor e compositor britânico de soul e jazz Will Heard.
Em outubro de 2017, Delevingne estreou como romancista de ficção para jovens adultos com seu novo livro Mirror, Mirror, que contém um tema LGBT, co-escrito com o escritor britânico Rowan Coleman. De acordo com Delevingne, ela queria "contar uma história que desse ao leitor uma imagem realista da turbulenta montanha-russa da adolescência".

## Vida pessoal
A atriz assumiu ser lésbica no ano de 2013. Depois de muitas matérias publicadas, no começo de 2014, a atriz Michelle Rodriguez confirmou publicamente o seu relacionamento amoroso com Cara. No mês de maio, o namoro de Cara Delevingne com a atriz Michelle Rodriguez chegou ao fim. No começo de 2015, começou a namorar a cantora St. Vincent. O relacionamento chegou ao fim em setembro de 2016. Em agosto de 2018, Cara confirmou seu relacionamento com a atriz Ashley Benson, porém o relacionamento chegou ao fim em meados de 2020.

## Polêmicas
No começo de maio de 2013, os jornais, Daily Mail, Metro, Evening Standard e o The Sun, deram uma cobertura de destaque de quando Cara foi fotografada deixando cair um pequeno pacote com um pó branco, que ela tentava esconder. A H&M, que cancelou o contrato com a modelo Kate Moss, depois do escândalo de 2005, deu uma declaração ao Daily Mail, e disse que estava investigando o incidente, mas ainda não declarou o resultado da investigação. A marca H&M decidiu descartar Cara como modelo da marca, além de tudo ela é suspeita de ser a pivô da separação em curso do casal Markham Ocean Conner e sua ex-esposa.

## Filmografia

### Cinema
| Ano  | Título                                      | Papel              |
| ---- | ------------------------------------------- | ------------------ |
| 2012 | Anna Karenina                               | Princesa Sorokina  |
| 2014 | The Face of an Angel                        | Melanie            |
| 2015 | Paper Towns                                 | Margo              |
| 2015 | Pan                                         | Sereias            |
| 2016 | Kids in Love                                | Viola              |
| 2016 | Suicide Squad                               | June Moone / Magia |
| 2017 | Tulip Fever                                 | Annetje            |
| 2017 | Valerian and the City of a Thousand Planets | Sargenta Laureline |
| 2018 | Her Smell                                   | Crassy Cassie      |
| 2018 | London Fields                               | Kath Talent        |
| 2020 | Life in a Year                              | Isabelle           |
| 2022 | Tell It Like a Woman                        | Validation         |

### Televisão
| Ano       | Título                          | Papel                              | Notas                |
| --------- | ------------------------------- | ---------------------------------- | -------------------- |
| 2014      | Playhouse Presents              | Chloe                              | Episódio: "Timeless" |
| 2019-2023 | Carnival Row                    | Vignette Stonemoss                 | 18 episódios         |
| 2022      | Only Murders in the Building    | Alice                              | 10 episódios         |
| 2023-2024 | Futurama                        | Coruja / Cabeça de Cara Delevingne | 4 episódios          |
| 2023-2024 | American Horror Story: Delicate | Ivy Ehrenreich                     | 9 episódios          |

### Video game
| Ano  | Título             | Papel              |
| ---- | ------------------ | ------------------ |
| 2013 | Grand Theft Auto V | Non-Stop-Pop FM DJ |

### Videoclipes
| Ano  | Título               | Artista(s)                             |
| ---- | -------------------- | -------------------------------------- |
| 2010 | "You Can Dance"      | Bryan Ferry                            |
| 2010 | "Shameless"          | Bryan Ferry                            |
| 2014 | "Ugly Boy"           | Die Antwoord                           |
| 2015 | "Dope Walk"          | A$AP Ferg                              |
| 2015 | "Nothing Came to Me" | Donnie Trumpet & The Social Experiment |
| 2015 | "Bad Blood"          | Taylor Swift                           |
| 2019 | "Nightmare"          | Halsey                                 |
| 2019 | "Can't Wait"         | The Akergirls                          |
| 2020 | "Imagine"            | Gal Gadot & Friends                    |

## Discografia

### Colaborações e Trilhas Sonoras
| Ano  | Título                  | Álbum                                                                            | Artista(s)        | Nota(s)                               |
| ---- | ----------------------- | -------------------------------------------------------------------------------- | ----------------- | ------------------------------------- |
| 2014 | "CC The World"          |                                                                                  | Pharrell Williams | original soundtrack for Reincarnation |
| 2017 | "Secret Life Of Tigers" | No One Ever Really Dies                                                          | N.E.R.D           |                                       |
| 2017 | "I Feel Everything"     | Valerian and the City of a Thousand Planets (Original Motion Picture Soundtrack) |                   |                                       |